# Mujeres asesinas (serie de televisión dominicana)
Mujeres Asesinas es la adaptación dominicana de la serie de televisión argentina, transmitida y producida por la cadena de televisión dominicana Antena Latina. Aunque al principio Alfonso Rodríguez sería el director de la serie, Santiago Viterri director de la serie colombiana El Cartel de los Sapos,  fue contratado por Antena latina Hoy es Antena 7 para la realización de la serie.

## Sinopsis
Mujeres asesinas basada en el libro de Marisa Grinstein la serie presenta el lado oscuro de mujeres que, tras haber estado sometidas a maltratos y abusos, son llevadas al extremo convirtiéndose en terribles homicidas. La serie es una riquísima indagación psicológica acerca de los modos en que la violencia y la muerte se apropian de la mente femenina. En cada episodio la psicóloga Ana Simó deja una moraleja reflexiva.

## Episodios
- Hony Estrella: Perla, Anfitriona

Perla es menospreciada por su marido (Héctor Aníbal). Sin importar sus esfuerzos por agradarle, el la margina es especial ante sus amigos quienes vienen a comer cada semana. Una noche hace una deliciosa cena y les brinda a los visitantes mientras esperan por su esposo. Luego descubren que el marido era el ingrediente principal de la cena.
- Denise Quiñones: Sonia, Desalmada

Sonia espía las infidelidades de su esposo (Daniel Sarcos), víctima de los celos y presa de los traumas de su infancia, secuestra a la amante de su esposo, torturando sádicamente. Finalmente la quema viva.
- Zeny Leyva: Marta, Monja

Marta es una monja confundida que sale del oficio en busca de seguridad, así conoce a una actriz frustrada (Sabrina Gómez), con la que desarrolla una relación enfermiza. Como reacción a los incesantes insultos, golpes y represión que recibe, Marta apuñala 161 veces a su amiga.
- Ivonne Beras: Emma, Costurera

Emma lleva toda la carga del hogar, su esposo (Keny  Grullón), tras quedar inválido la menosprecia y minimiza llenándola de insultos constantes, sin valorar sus esfuerzos y sacrificios cuando ella descubre, que además el le es infiel ante sus narices, lo quema vivo.
La serie cuenta con grandes figuras de la televisión dominicana, en esta superproducción Antena Latina.